# Lac Mattie
Pour les articles homonymes, voir Mattie.
Le lac Mattie (en anglais : Mattie Lake) est un lac américain dans le comté de Tuolumne, en Californie. Il est situé à 2 815 mètres d'altitude au sein de la Yosemite Wilderness, dans le parc national de Yosemite.